# 稅調～納稅課第三收納係～
《稅調～納稅課第三收納係～》是由日本漫畫家慎結創作的漫畫作品，於2016年2月至2017年3月在講談社《BE·LOVE》連載。

## 出版書籍
| 卷數 | 講談社        | 講談社                 |
| 卷數 | 發售日期      | ISBN                   |
| ---- | ------------- | ---------------------- |
| 1    | 2016年6月13日 | ISBN 978-4-06-377477-1 |
| 2    | 2016年9月13日 | ISBN 978-4-06-393028-3 |
| 3    | 2017年1月13日 | ISBN 978-4-06-393117-4 |
| 4    | 2017年5月12日 | ISBN 978-4-06-393192-1 |

## 電視劇
《稅調～「繳不了稅」是有原因的～》是日本電視台於2023年10月14日至12月23日播出的週六連續劇，由菊池風磨主演，也是初次於黃金時段擔當主演。

### 登場人物

#### 主要人物
- 饗庭蒼一郎：菊池風磨（Sexy Zone）[1]

Miyukino市市公所納稅課的徵稅吏員。雖然外表看似輕浮，但是工作能力一流。曾經是財務省的官僚，因某個原因辭職成為徵稅吏員。
- 百目鬼華子：山田杏奈[2]

Miyukino市市公所納稅課的新人徵稅吏員。出生於單親家庭，小時候家中有因稅金遲繳而房屋被抵押的經驗。因為這經驗，「從之希望幫助有困難的人」而成為徵稅吏員，真摯地貼近稅金滯納者的「錢和心」。

#### Miyukino市市公所納稅課
- 濱村宰：白洲迅[3]

第三係徵稅吏員。因為饗庭的到來失去王牌的位置，而對饗庭產生競爭心。
- 增野環：松田元太（Travis Japan）[3]

第三係徵稅吏員。性格善良而不擅長徵收。
- 加茂原健介：鈴木鼴鼠（空氣階段）[3]

第三係徵稅吏員。因為這個常常被市民討厭的工作而覺得厭煩，希望調到別的部門。
- 鷺沼宏樹：豬塚健太[3]

第三係最年長的徵稅吏員。因長年就職於此，對後輩很照顧。有2名兒子，長子已是中學生。
- 橘勝：光石研[3]

第三係的係長。
- 日比野美乃理（日比野みのり）：石田光[4]

第一係的係長。視第三係為對手。
- 北澤敬之：六角慎司

納税課課長。

#### 周邊人物
- 相樂義實：本鄉奏多[5]

Miyukino市的新任副市長。曾經是饗庭在財務省的同期。
- 米田保：佐戶井賢太

Miyukino市的市長。
- 越川珠代：石野真子[4]

Miyukino市市公所的食堂兼職員工。
- 奧林禮二：結木滉星[4]

饗庭在財務省的同期。
- 羽生詩織：市川由衣[4]

華子憧憬的前徵稅吏員。

### 製作團隊
- 原作：慎結《稅調～納稅課第三收納係～》（講談社「BE·LOVE」刊載）
- 劇本：三浦駿斗
- 配樂：井筒昭雄、chakia
- 主題曲：Sexy Zone（Top J Records）[6]
- 插入曲：藤原櫻「daybreak」（Tiny Jungle Records）[7]
- 監修：野村修也
- 稅務指導：堀博晴
- 總製作人：松本京子
- 製作人：大倉寛子、岩崎秀紀、金澤麻樹
- 導演：河合勇人、鯨岡弘識、長沼誠
- 制作協力：AX-ON
- 製作著作：日本電視台

### 播出日程
- 12月2日因播出「日本電視台音樂祭典Best Artist2023」而暫停播出一次。

| 集數                                                                      | 播出日期 | 副標題 | 導演     | 收視率 |
| ------------------------------------------------------------------------- | -------- | ------ | -------- | ------ |
| 第1話                                                                     | 10月14日 |        | 河合勇人 | 5.9%   |
| 第2話                                                                     | 10月21日 |        | 河合勇人 | 6.6%   |
| 第3話                                                                     | 10月28日 |        | 鯨岡弘識 | 6.0%   |
| 第4話                                                                     | 11月04日 |        | 鯨岡弘識 | 6.0%   |
| 第5話                                                                     | 11月11日 |        | 長沼誠   | 5.3%   |
| 第6話                                                                     | 11月18日 |        | 河合勇人 | 5.2%   |
| 第7話                                                                     | 11月25日 |        | 齊藤誠   | 5.1%   |
| 第8話                                                                     | 12月09日 |        | 鯨岡弘識 | 5.2%   |
| 第9話                                                                     | 12月16日 |        | 河合勇人 | 4.6%   |
| 最終話                                                                    | 12月23日 |        | 河合勇人 | 5.0%   |
| 平均收視率 5.5%（收視率由Video Research調查關東地區、家戶的即時統計資料） |          |        |          |        |

## 外部連結
漫畫
- 稅調～納稅課第三收納係～｜BE・LOVE｜講談社

電視劇
- 稅調～「繳不了稅」是有原因的｜日本電視台
  - 電視劇的X（前Twitter）
  - 電視劇的Instagram帳戶

| 日本 日本電視台 週六連續劇            | 日本 日本電視台 週六連續劇                                  | 日本 日本電視台 週六連續劇 |
| ------------------------------------- | ----------------------------------------------------------- | -------------------------- |
|                                       | 稅調～「繳不了稅」是有原因的～ （2023年10月14日－12月23日） |                            |
| 最好的老師 （2023年7月15日－9月23日） | 佔領新機場 （2024年1月13日－3月16日）                       |                            |